# Guerra di Kurukṣetra

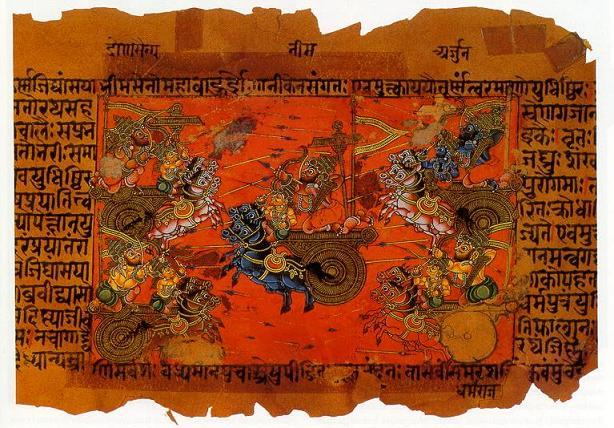
Illustrazione di un manoscritto che ritrae una scena della guerra di Kurukshetra.

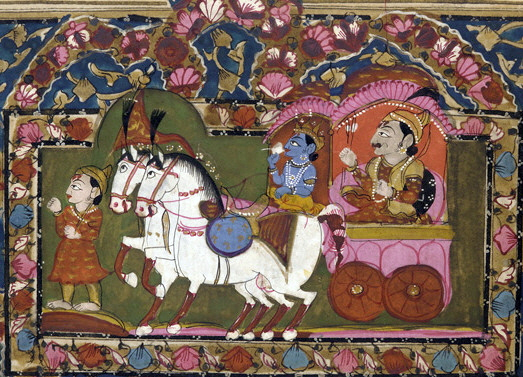
Krishna ed Arjuna a Kurukshetra, pittura del XVIII-XIX secolo.

La guerra di Kurukṣetra è un conflitto descritto nel poema epico in sanscrito Mahābhārata, databile tra il IV secolo a.C. e il IV secolo d.C.
Nel racconto, le due fazioni belligeranti erano i Pandava e i Kaurava, due famiglie discendenti dal mitico re Kuru, che aspiravano al trono del regno omonimo. I Kaurava ingannarono i loro cugini Pandava attraverso un gioco ai dadi truccato, umiliandoli e costringendoli a tredici anni di esilio, di cui dodici da trascorrere nella foresta, ed uno in incognito; se i Pandava fossero stati catturati durante l'anno di esilio in incognito, avrebbero dovuto tornare in esilio per altri dodici anni più uno in incognito. I Pandava riuscirono nella difficile impresa, ciononostante il maggiore dei fratelli Kaurava, Duryodhana, si rifiutò di consegnare il regno che spettava loro di diritto. Dopo svariati ma vani tentativi di fare ragionare i malvagi cugini, tra cui la visita di Krishna come ambasciatore dei Pandava nella capitale Hastinapur, non rimanendo possibili alternative, si arrivò a combattere la guerra.
Kurukshetra (lett. campo dei Kuru, noto anche come Dharmakshetra, cioè campo della giustizia) è il nome della piana che costituì il campo di battaglia su cui fu combattuta la guerra.
La storicità dell'episodio è dibattuta, con alcuni studiosi che hanno tentato di datarlo intorno al 1000 a.C., e con altri che lo ritengono essenzialmente di carattere mitologico.

## Introduzione

### L'esercito Pandava
- I fratelli Pandava:
  - Principe Yudhisthira, figlio maggiore di Pandu
  - Principe Bhima, secondo figlio di Pandu
  - Principe Arjuna, terzo figlio di Pandu
  - Principi gemelli Nakula e Sahadeva, i figli più giovani di Pandu
- Regno di Panchala:
  - Re Drupada, suocero dei Pandava
  - Principessa Shikhandini, figlia maggiore di Drupada che dopo severe austerità e sacrifici offerti a Shiva ottenne un corpo maschile di nome Shikandi
  - Principe Dhrshtadhyumna, figlio più giovane di Drupada
- Regno di Matsya:
  - Re Virata, amico dei Pandava
  - Principessa Uttara, figlia del Re Virata
- Regno di Dwaraka:
  - Principe Satyaki
  - Principe Krishna (solo come auriga di Arjuna, poiché ha fatto il voto di non impugnare armi durante la guerra)
- Altri:
  - Demone Ghatotkacha, figlio di Bhima e della rakshasi Hidimbi
  - Principe Abhimanyu, figlio di Arjuna e della principessa Subhadra di Dwaraka (cugina di Krishna)
  - Principe Yuyutsu, l'unico Kaurava che decise di combattere al fianco dei Pandava

### L'esercito Kaurava
- I fratelli Kaurava:
  - Il Re Dhritarashtra con Ghandari ebbero 101 figli + 1 con la servitrice
  - Principe Duryodhana, figlio maggiore del Re Dhritarashtra
  - Principe Dushasana, secondo figlio del Re Dhritarashtra
  - Principessa Dushala figlia del Dhritarashtra
  - Gli altri 98 principi Kaurava figli del Re Dhritarashtra
  - Principe Yuyutsu, il Re lo ebbe con una donna della servitù di nome Sugadha
- Regno di Hastinapura:
  - Bhishma, pro-zio sia dei Pandava che dei Kaurava, costretto a combattere dalla parte di questi ultimi per via della fedeltà a Re Dhritarashtra
  - Drona, maestro sia dei Pandava che dei Kaurava, costretto a combattere dalla parte di questi ultimi per via della fedeltà a Re Dhritarashtra
  - Ashwattaman, figlio di Drona acharya
  - Shakuni, zio materno dei Kaurava e principale istigatore alla guerra di Kurukshetra
  - Kripa, saggio di famiglia e consigliere della dinastia Kuru, costretto a combattere dalla parte di questi ultimi per via della fedeltà a Re Dhritarashtra
- Regno di Anga:
  - Karna, Figlio di Surya (dio Sole) fratello maggiore dei Pandava, abbandonato alla nascita dalla madre Kunti, ritenuto dai più il figlio di un suta (auriga)
- Regno di Madra:
  - Re Shalya, zio materno dei Pandava, ingannato da Duryodhana e Shakuni per strappargli la promessa di combattere per i Kaurava
- Tribù dei Trigartha:
  - Capo Susharma
- Regno di Dwaraka:
  - Kritavarma, generale dell'esercito di Dwaraka
- Regno di Sindh:
  - Re Jarasandha, cognato dei Kaurava
- Altri

### Le armi
Durante la guerra di Kurukshetra vennero usati molti tipi di armi, tra le quali:

(a fianco, i nomi degli utilizzatori più famosi)
- Arco e frecce: Arjuna, Bhishma, Drona, Karna, Abhimanyu
- Mazza: Bhima, Duryodhana
- Lancia: Yudhisthira
- Spada: Nakula, Sahadeva

### Divisioni e formazioni
Ogni esercito consisteva di più divisioni: i Kaurava ne avevano undici, mentre i Pandava ne controllavano sette.
Una singola divisione includeva 21.870 carri (con relativi conduttori), 21.870 elefanti (con relativi conduttori)  65.610 cavalli (con relativi conduttori) e 109.350 soldati a piedi.
In vari momenti durante la battaglia, il Comandante Supremo poteva ordinare formazioni speciali (vyuha). Ogni formazione aveva uno scopo preciso, infatti alcune erano di tipo difensivo, mentre altre di tipo offensivo; in ogni caso, ogni formazione aveva i propri punti di forza e di debolezza. Le varie formazioni portavano il nome dell'animale o dell'oggetto a cui somigliavano, ovvero:
- Krauncha Vyuha: formazione dell'Airone
- Makara Vyuha: formazione del Coccodrillo (o Alligatore)
- Kurma Vyuha: formazione della Tartaruga
- Trishula Vyuha: formazione del Tridente
- Chakra Vyuha: formazione della Ruota o del Disco
- Padma Vyuha: formazione del Fiore di Loto

### Le regole
I due Comandanti Supremi si incontrarono e stipularono le regole di guerra. Alcune di esse:
- La battaglia deve iniziare non prima dell'alba e concludersi esattamente al tramonto.
- Più guerrieri non possono attaccare un singolo combattente.
- Due guerrieri possono cimentarsi in "duello", ovvero indugiare in prolungati combattimenti personali, solo se entrambi utilizzano le stesse armi e lo stesso mezzo di trasporto (un cavallo, un elefante, un carro, o nessuno di essi).
- Nessun guerriero può uccidere o ferire un nemico che si sia arreso.
- Chi si arrende diviene un prigioniero di guerra ed uno schiavo.
- Nessun guerriero può uccidere o ferire un combattente disarmato.
- Nessun guerriero può uccidere o ferire un combattente che abbia perso i sensi.
- Nessun guerriero può uccidere o ferire una persona o un animale che non prenda parte alla guerra.
- Nessun guerriero può uccidere o ferire un combattente che sia posizionato di spalle.
- Vanno seguite le regole specifiche di ciascuna arma; ad esempio, nei combattimenti con la mazza è proibito colpire sotto la cintola.
- I guerrieri non possono cimentarsi in qualsiasi tipo di combattimento ingiusto o sleale.

## La guerra

### Prima della battaglia
I Pandava nominano Dhrishtadhyumna comandante supremo del loro esercito, mentre i Kaurava conferiscono questo onore a Bhishma. Bhishma dà ordine che finché rimarrà in carica, Karna non dovrà prender parte allo scontro; questo perché egli segretamente conosce la vera identità di Karna, ma ufficialmente fornisce soltanto una serie di ragioni formali.

### Primo giorno
I due immensi eserciti sono schierati l'uno di fronte all'altro. Le manovre di allineamento si sono concluse, i guerrieri sono pronti e attendono il segnale per iniziare la battaglia. Un silenzio carico di tensione permea la sconfinata pianura, si sente soffiare una brezza, si ode il cinguettio degli uccelli. Inaspettatamente, il principe Yudhisthira scende dal suo carro e si toglie le armi, lo stesso fanno i suoi quattro fratelli; osservati con perplessità, i cinque Pandava attraversano il campo a piedi in direzione dell'esercito nemico e si fermano davanti ai loro maestri d'armi. Yudhisthira si rivolge al più importante fra loro, il saggio Bhishma: gli chiede il permesso di combattere contro di lui, poi fa lo stesso con gli altri due maestri, Drona e Kripa. Ottenuto il consenso, i Pandava ritornano ai loro carri. È a questo punto che il principe Arjuna prova un momento di sconforto e vorrebbe rinunciare alla lotta - è l'episodio che dà vita al dialogo tra lui e Krishna, descritto nella Bhagavad Gita. Krishna lo esorta a risollevarsi e a fare il suo dovere.
Al suono dei corni e delle conchiglie, viene dato il segnale. Le armate si scontrano, in pochi minuti il sangue scorre copiosamente. Arjuna impugna l'arco Gandiva, i soldati che abbatte non si rendono conto da chi o da cosa sono stati colpiti. Dalla parte opposta, letalmente efficace è l'intervento di Bhishma, che annienta gli uomini dei Pandava "come il fuoco fa con il burro" . È verso la fine del pomeriggio che Abhimanyu, il figlio di Arjuna, affronta Bhishma e riesce a ferirlo facendogli cadere la bandiera. Abhimanyu ferisce anche altri due capi dei Kaurava, Shalya e Kritavarma, il che contribuisce a risollevare il morale delle truppe dei Pandava. Ma il sole già sta tramontando e Bhishma fa suonare la ritirata.

### Dal secondo al settimo giorno
I Pandava mettono a più riprese in difficoltà le armate dei Kaurava. Bhima, il secondo dei cinque fratelli, annienta l'armata del re di Kalinga. Al secondo giorno, suo figlio Ghatotkacha fa scempio del battaglione di Duryodhana e potrebbe uccidere quest'ultimo, ma si astiene dal farlo per non rompere il giuramento fatto dal padre. Duryodhana, ferito, viene tratto in salvo dai suoi maestri e si indigna con Bhishma, accusandolo di amare talmente i Pandava da consentire loro di dominare la battaglia. Irritato, Bhishma ritorna in campo e rovescia la situazione, si ritrova di fronte Arjuna e tra i due ha inizio uno spettacolare duello. Arjuna dà prova di destrezza, guadagnandosi le lodi dello stesso Bhishma, ma non ha intenzione di ucciderlo; pertanto, il suo auriga Krishna, spazientito, impugna il letale disco Sudarshana. A quella vista, Bhishma lascia cadere le armi e s'inginocchia, pronto a ricevere una morte liberatoria per mano del Signore Supremo Sri Krishna. Arjuna interviene, ricordando a Krishna che questi ha giurato che non avrebbe preso parte attiva alla battaglia e gli garantisce che d'ora in avanti affronterà Bhishma con maggiore impegno. Placato, Krishna riprende il suo posto sul carro del Pandava, che sino al tramonto si batte con Bhishma con rinnovato vigore.
Al quarto giorno, Bhima affronta diversi fratelli di Duryodhana e ne uccide otto. Bhishma invia in loro soccorso il re Bhagadatta, che dall'alto del suo elefante colpisce Bhima al petto con un giavellotto, tramortendolo. Ghatotkacha accorre in aiuto del padre e riesce a mettere in fuga Bhagadatta. È il quinto giorno quando Bhishma incontra per la prima volta il guerriero Shikandi, precedentemente Shikandini, figlia di Drupada che però nella vita precedente era stata una donna da lui offesa e che ora si è reincarnata esclusivamente per vendicarsi di lui. Bhisma si lascia colpire, viene ferito da diverse frecce, i Pandava approfittano dell'occasione per lanciarsi all'assalto infliggendo ai Kaurava ingenti perdite. Nei giorni seguenti, nel susseguirsi degli scontri, Duryodhana realizza con amarezza che le sue truppe stanno perdendo.

### Ottavo giorno
Al mattino, Bhishma organizza l'armata Kaurava nello schieramento della urmi (l'Oceano), adatto per consentire dilagamenti offensivi in ogni direzione, come le onde del mare. Dalla parte avversa, Yudhisthira ordina di rispondere con la formazione della shringataka, una disposizione "a corni" atta a permettere la penetrazione in campo nemico. La battaglia inizia. Bhima affronta Bhishma, gli uccide l'auriga e seguita a combatterlo finché, scorgendo otto figli di Dhritarashtra nelle vicinanze, si scosta da lui per affrontarli. Con gioia feroce, Bhima li uccide tutti e otto; Duryodhana assiste alla fine di questi altri suoi fratelli senza poter intervenire, mentre come in un incubo gli risuona alla mente il voto fatto da Bhima: "Ucciderò te e tutti i tuoi fratelli. Che io possa perdere i miei meriti spirituali se non terrò fede alla mia promessa".
A metà pomeriggio, sono i Pandava a subire la perdita di un valoroso guerriero: si tratta di Iravan, figlio di Arjuna e di Ulupi, che dopo aver messo in fuga Shakuni cade per mano di Alambusha. I Kaurava passano all'attacco, a sostenere il loro assalto è Ghatotkacha, il figlio di Bhima, che sconfigge Duryodhana ed altri suoi fratelli ma ancora una volta non li uccide per rispetto del voto paterno. Giungono in forze a soccorrere Duryodhana, che risale sul carro e che vedendo sopraggiungere Bhima sollecita l'auriga a muovere contro di lui, ma poco dopo batte in ritirata, imitato dai suoi uomini. In preda ad una cieca furia distruttiva, Bhima ucciderà altri otto figli di Dhritarastra prima che il sole tramonti.
Sul far della sera, Duryodhana entra sconsolato nella tenda di Karna. Si lamenta con lui del fatto che né Bhishma né gli altri maestri d'armi desiderano veramente la morte dei Pandava. Karna, che ha giurato di intervenire solo dopo la morte o in assenza di Bhishma, gli suggerisce di sollevare quest'ultimo dall'incarico in modo da permettergli di scendere in campo. Duryodhana decide di parlarne con l'anziano: Bhishma gli risponde irritato che i Pandava sono protetti da Krishna, assicurandogli tuttavia che il giorno dopo avrebbe dato il meglio di sé sul campo.

### Nono giorno
Duryodhana si accorda con il fratello Dushasana affinché Bhishma sia adeguatamente protetto durante il combattimento. Bhishma organizza l'armata nella formazione della sarvato-bhadra, caratterizzata dall'impenetrabilità al nemico. All'inizio della battaglia, tuttavia, il giovane Abhimanyu, figlio di Arjuna, riesce a fare breccia e si rivela inarrestabile. Bhishma gli manda contro Alambusha, che combatte avvalendosi di poteri magici, ma i cinque fratelli Pandava intervengono e lo costringono a ritirarsi. A metà pomeriggio, è invece Bhishma a mostrarsi rinnovatamente pericoloso, sotto la sua guida l'offensiva dei Kaurava si intensifica e ancora una volta Arjuna si cimenta con l'anziano maestro senza un esito definitivo. 
Quella sera, sollecitati da Krishna a trovare una soluzione, i cinque Pandava si recano alla tenda di Bhishma. Non potranno mai vincere finché l'anziano maestro rimane in vita. Pertanto Bhishma, da tempo stanco della sua lunga vita e del suo vincolo a Duryodhana, dà loro il consiglio di farsi scudo il giorno dopo del guerriero Shikandi, di fronte al quale non si difenderà. Questo perché Shikandi che precedentemente era Shikandini è la reincarnazione di Amba, una donna che da lui ricevette un torto, e Bhishma ritiene giusto che abbia la sua vendetta.

### Decimo giorno
Tutti notano come Bhishma sia oggi di buonumore. Shikandi si trova alla testa delle truppe Pandava insieme a Krishna e ad Arjuna. La mischia dilaga nel campo. Nel clamore della battaglia, Shikandi parte all'assalto. Come promesso, Bhishma non contrappone alcuna difesa alla sua furia. Numerosi guerrieri Kaurava intervengono in suo soccorso, ma vengono respinti da Arjuna. Trafitto da centinaia di frecce scagliategli addosso da Shikandi e dallo stesso Arjuna, alla fine Bhishma cade. Il combattimento cessa, gli uomini delle due opposte fazioni abbassano le armi e nel silenzio totale osservano con costernazione l'incredibile spettacolo: Bhishma è ora a mezz'aria, le frecce che trapassano il suo corpo poggiano sul terreno come un giaciglio. E non è morto, gli Dèi gli hanno accordato il dono di poter scegliere il momento più propizio per abbandonare il corpo e dirigersi verso le dimore celesti. Pandava e Kaurava si riuniscono attorno a lui, per quel giorno non vi saranno altre ostilità. Duryodhana manda a chiamare i medici, ma Bhishma rifiuta il loro intervento. Invece, invita Duryodhana a porre fine alla guerra e a riconoscere la legittimità delle rivendicazioni dei Pandava. Duryodhana non risponde e se ne va con gli occhi bassi. Bhishma chiede di rimanere solo. Più tardi è Karna a giungere da lui e si ferma a lungo a parlare. Alla fine, Karna gli chiede la sua benedizione perché il giorno dopo dovrà prendere il suo posto sul campo di battaglia.

### Undicesimo giorno
Il comando delle armate Kaurava viene assegnato a Drona. Dato che nemmeno lui desidera la morte dei Pandava, Duryodhana gli chiede di prendere prigioniero Yudhistira, non per ucciderlo ma per invitarlo a mettere in palio il trono con una partita a dadi, così come già due volte accadde in passato. Drona accetta, a condizione che Duryodhana s'impegni a tener lontano Arjuna dal fratello per facilitarne la cattura. Ma le spie dei Pandava informano tempestivamente Arjuna. Drona mobilita le truppe nella formazione della shakata (ruota) e quelle dei Pandava si assestano nella krauncha (airone). Quando, durante l'azione bellica, Drona è sul punto di riuscire ad avvicinare Yudhistira, l'intervento tempestivo di Arjuna fa fallire il piano ideato da Duryodhana. Dopo il tramonto, Duryodhana se ne lamenta con Drona, il quale a sua volta gli fa notare di non aver prestato fede al suo impegno; alla discussione prende parte il re Susharma dei Trigarta, che avendo in odio Arjuna si offre volontario per attirarlo lontano da Yudhistira nella battaglia del giorno dopo.

### Dodicesimo giorno
Prima ancora che la battaglia abbia inizio, i Trigarta si dirigono verso il campo nemico e lanciano ad Arjuna una sfida. Susharma e i suoi quattro fratelli hanno fatto voto di ucciderlo, per cui l'onore guerriero impone ad Arjuna di confrontarsi con loro anche se sa che si tratta di una manovra che ha lo scopo di impedirgli di difendere Yudhistira dall'attacco di Drona. Dopo aver quindi posto a fianco del fratello il valoroso Satyajit, Arjuna si prepara ad affrontarli con l'ausilio di Krishna. L'armata Trigarta lo attira nella parte meridionale di Kurukshetra, dove ben presto viene ridotta a mal partito dalle armi divine di cui Arjuna ora fa uso: con la prima, fa loro perdere il senso dell'orientamento al punto che, confusi, prendono a combattersi fra loro; e con la vayavya-astra provoca un tornado che li mette in rotta. Frattanto, Drona ha dato avvio al suo assalto, deciso a portare a termine la cattura di Yudhistira il più rapidamente possibile. Satyajit e suo fratello Vrika cadono nel combattimento, ma Yudhistira si mette in salvo fuggendo su uno dei cavalli del suo carro. Il re Bhagadatta avanza sul suo elefante seminando il terrore tra le schiere Pandava e Arjuna gli arriva di fronte mentre sta ritornando dalla lotta con i Trigarta: Bhagadatta solleva il suo bastone, pronuncia il mantra di Visnù e glielo scaglia contro. All'ultimo istante, Krishna si piazza sulla traiettoria dell'arma, che lo centra nel petto e si trasforma in una ghirlanda di fiori. Arjuna è salvo, ma dato che Krishna ha giurato di non prender parte attiva alla guerra gli chiede spiegazioni; Krishna gli risponde con un sorriso che quel bastone un tempo era di sua proprietà e che, inoltre, prima di lanciarlo Bhagadatta gliel'ha dedicato facendo il nome di Vishnu. La battaglia riprende, le frecce di Arjuna colpiscono a morte Bhagadatta e il suo elefante. Per sua mano cadono anche due dei figli di Shakuni. Le truppe Kaurava sbandano. Ed è ormai il tramonto quando Arjuna e Karna si trovano di fronte ed ingaggiano un duello, che viene interrotto dal segnale della ritirata.

### Tredicesimo giorno
Susharma e i Trigarta rinnovano la loro sfida, di nuovo Arjuna accetta e li incontra ancora nella zona meridionale dell'ampia pianura. Non appena lo vede allontanarsi, Drona avanza alla testa dei Kaurava: le loro truppe sono disposte nella complicatissima formazione della padma-vyuha, o fior di loto. La situazione volge sanguinosamente a sfavore dei Pandava, vedendo i suoi uomini venir decimati Yudhistira si appella al nipote Abhimanyu, il figlio sedicenne di Arjuna, l'unico tra i presenti a conoscere l'arte per spezzare quel tipo di formazione. Il giovane Abhimanyu sa come entrarne, in effetti, ma non come uscirne, per cui Yudhistira dispone affinché Bhima, i gemelli Nakhula e Sahadeva, Dhrishtadyumna e altri guerrieri siano pronti a seguirlo non appena avrà aperto la breccia. Abhimanyu riesce nell'intento insinuandosi rapido nella padma-vyuha, ma non appena vi entra uno dei capi dei Kaurava, il re Jayadratha, è altrettanto veloce nel muovere le sue truppe in modo da richiudere il varco. Abhimanyu rimane solo in mezzo ai Kaurava e si batte con disperata foga. Uccide diversi avversari, tra cui Lakshmana, uno dei figli più cari di Duryodhana. Ma non ha nessuna possibilità di uscirne vivo. Con un colpo a tradimento, Karna gli scaglia alle spalle una freccia spezzandogli l'arco, e sarà poi Dushasana ad ucciderlo, trasgredendo le regole, mentre è disarmato. Dopo il tramonto, quando Arjuna ritorna al campo, trova un addolorato Yudhistira a dargli la notizia della morte del figlio. E Arjuna pronuncia un solenne giuramento: l'indomani stesso ucciderà Jayadratha prima del calar del sole e, se non dovesse riuscirvi, si farà ardere sulle fiamme di una pira. Le spie Kaurava riferiscono l'informazione a Duryodhana durante la notte. Jayadratha, che a questo punto vorrebbe andarsene, viene invece da Duryodhana convinto a rimanere, assicurandogli che il giorno dopo l'intero esercito verrà allineato con l'unico obiettivo di evitargli la morte.

### Quattordicesimo giorno
Drona organizza l'esercito Kaurava in una formazione a tre strati. Nel primo strato, accompagnati da millecinquecento elefanti e da migliaia di uomini, stazionano tre dei figli di Dhritarashtra: Dushasana, Durmarshana e Vikarna; nel secondo, disposto a padma-vyuha, si trovano Duryodhana, Karna e lo stesso Drona. Nel terzo, a vigilare sui sentieri interni, vi sono il maestro d'armi Kripa, il re Shalya e il figlio di Drona, Ashwattaman. Jayadratha si trova più indietro, a ottanta kilometri dal punto in cui si terrà lo scontro diretto. Nella prima fase della battaglia, il primo strato delle forze Kaurava viene sbaragliato, Dushasana e Durmashana si danno alla fuga e Arjuna avanza inarrestabile in testa ai Pandava. Drona lo affronta e lo tiene impegnato a lungo, sinché Arjuna non viene incitato da Krishna a proseguire in fretta. Arjuna si lancia nella padma-vyuha e fa ricorso al letale brahmastra, creando attorno a sé il vuoto. Dhrishtadhyumna lo segue e si batte a sua volta con Drona, viene ferito e la mischia divampa furibonda. In un accanito duello, Ghatotkacha uccide Alambusha. Nella cruenta lotta che segue, Bhima si fa strada sulla scia di Arjuna, ma Karna si interpone per fermarlo. In quel nuovo duello, Bhima viene da lui vinto; Karna, tuttavia, avendo fatto una promessa alla loro comune madre, gli risparmia la vita. Mancano pochi minuti al tramonto ed il carro di Arjuna sfreccia ai limitari del campo, dove dei guerrieri Kaurava fanno barriera intorno a Jayadratha. Krishna chiama a sé la sua arma personale, il disco Sudarshana, e con esso oscura il cielo, cosicché tutti credano che il giorno sia finito. I Kaurava esultano, Krishna richiama a sé il disco, e nell'ultima luce del sole la freccia di Arjuna decapita Jayadratha.

### La battaglia notturna
Invano Drona tenta di consolare Duryodhana: non soltanto Arjuna è riuscito nella sua impresa, ma i Kaurava hanno subito perdite incalcolabili e Drona non ha potuto catturare Yudhistira. In preda alla collera, Duryodhana ordina che la battaglia riprenda, così violando la regola che vuole che le ostilità siano sospese dopo il tramonto. Quando i Pandava vedono l'armata nemica ritornare in campo, si mobilitano a loro volta. Buona parte dei guerrieri sorreggono le torce mentre gli altri combattono in una penombra che rende difficile distinguere gli alleati dai nemici. E presto Duryodhana ha modo di pentirsi della sua scelta impulsiva: Ghatotcacha, il figlio di Bhima, la cui forza si decuplica di notte essendo egli umano soltanto per metà, semina il terrore alla guida dei suoi rakshasas. Bhima non è da meno e sotto i suoi colpi cadono altri figli di Dhritarastra, tanto che con disperazione Duryodhana si appella al suo amico Karna: "Tu sei il solo che possa vincere Arjuna" gli dice. "Se tu ora lo uccidessi, la vittoria sarebbe nostra." Karna ha infatti con sé un'arma divina, la shakti, e con quella potrebbe riuscire in quell'intento. Ma anche Krishna lo sa e, vedendolo arrivare, guida il carro di Arjuna lontano da lui. A cimentarsi in duello con Karna è Sahadeva, uno dei gemelli Pandava; Karna lo vince, ma - avendo giurato alla madre che soltanto uno dei Pandava sarebbe perito per mano sua - gli risparmia la vita. E frattanto Ghatotcacha ha espanso le sue dimensioni e, enorme come un gigante, prosegue inarrestabile la sua opera di devastazione nelle file dei Kaurava. Duryodhana si appella nuovamente a Karna chiedendogli di usare la shakti per abbatterlo. Karna esita - nelle sue intenzioni quell'arma era riservata per Arjuna - prima di eseguire. La shakti ha la forma di un pugnale e si attiva con un mantra. Karna la scaglia, centrando Ghatotcacha al cuore mentre questi si sta lanciando in volo verso di loro, e il colossale rakshasa piomba a terra privo di vita. La battaglia si conclude poco dopo, Arjuna patteggia una tregua e i due eserciti si ritirano. Molti uomini sono talmente stanchi da non aver le forze per ritornare ai rispettivi accampamenti e si addormentano lì dove si trovano.

### Quindicesimo giorno
Due ore dopo, l'alba che rischiara la pianura di Kurukshetra rende agli occhi degli uomini l'impietoso spettacolo del massacro avvenuto durante la notte. È irrigidendo i loro cuori che tutti si accingono ad affrontare quel nuovo giorno. Le loro armate, così grandi e piene di dinamismo sino a pochi giorni prima, si sono assottigliate di ben oltre la metà, ed ora i soldati feriti e quelli con le corazze frantumate in più punti sembrano antichi fantasmi di gloria. Dal suo carro, Duryodhana si rivolge a Drona, facendogli una colpa per i Kaurava caduti sul campo: "Se tu, Bhishma e tutti gli altri non aveste alimentato il vostro affetto per i Pandava, il che vi ha impedito di ucciderli, ora avremmo già vinto." Drona non replica e con una smorfia di disgusto prepara le truppe. Quella mattina, per sua mano cade Drupada, con il quale da tempo aveva un conto in sospeso. Drupada era il suocero dei Pandava ed ora suo figlio Dhrishtadyumna giura di vendicarne la morte in quello stesso giorno. Ma non è una cosa facile vincere un maestro come Drona, il quale decide di usare il brahmastra, altra arma divina che si attiva con un mantra; Krishna se ne accorge per tempo e invita Arjuna a fermarlo con un altro brahmastra. Arjuna esegue: tocca dell'acqua per purificare il suo corpo e recita delle preghiere invocando l'arma, che quindi scaglia contro quella del maestro. Ne segue un boato in cui i due brahmastra si neutralizzano a vicenda. Drona prosegue l'attacco su di un altro fronte. Mentre la battaglia è in corso, Krishna e i Pandava si ritirano per pochi minuti per organizzare un piano che permetta loro di eliminare Drona. A differenza di Bhishma, Drona vuole vivere. Drona è affezionato a suo figlio Asvatthaman, al quale è stata elargita una benedizione che gli permetterà di avere una vita lunghissima. Krishna suggerisce di fargli credere che, nonostante la benedizione, il figlio sia morto. Tra i Pandava, Yudhistira esita: si tratta di una menzogna, ed il suo cuore è talmente puro da rifuggire ogni forma di inganno. Ma Bhima è molto meno scrupoloso di lui e s'incarica personalmente di mettere in atto il piano di Krishna, senza indugio ritorna sul campo di battaglia e con un colpo di mazza abbatte un elefante che a sua volta si chiama Asvatthaman, quindi raggiunge Drona nel mezzo della mischia e gli urla che Asvatthaman è morto per mano sua. Drona non gli crede e seguita ancora a battersi usando altre armi divine, prima che un dubbio s'insinui nella sua mente. Quindi, allorché in lontananza vede sopraggiungere Dhristadyumna, Drona fa girare il carro in direzione di Yudhistira. E a quest'ultimo si rivolge con queste parole: "Bhima, tuo fratello, mi ha detto che Asvatthaman è morto, ma io non gli credo. Bhima può mentire, ma tu no. Sei sempre stato un uomo veritiero, e a te crederò ciecamente. Dimmi, dunque, è vero?" Yudhistira esita prima di rispondergli con un "Sì, Asvatthaman è morto" al quale aggiunge sottovoce un "Asvatthaman, l'elefante..." che Drona non ode. Ritornato presso i Kaurava, Drona osserva con un senso di nausea la battaglia che sta imperversando, depone le armi sul suo carro e si rivolge agli uomini a lui intorno per informarli che da questo momento lui smetterà di spargere sangue, presto la sua anima ascenderà alla dimora celeste e pertanto augura loro di meritarsi, da valorosi, un'analoga ascesi. Si siede quindi sul carro in meditazione, ma passano soltanto pochi minuti prima che Dhristadyumna lo trovi e, noncurante del fatto che l'anziano maestro sia nella posizione del fior di loto, gli mozza il capo con un colpo di spada. Un atto che procura a Dhristadyumna il biasimo dei suoi stessi guerrieri. I Kaurava battono in ritirata. Ma quando, poco più tardi, Asvatthaman apprende del modo in cui suo padre è stato ucciso, non ci vuole molto perché, su sollecitazione di Duryodhana, riorganizzi le truppe per tornare all'assalto. Esperto d'armi a sua volta, Asvatthaman scaglia sull'esercito nemico il narayana-astra, un nero vortice infuocato dal quale partono una miriade di piccoli dardi e vampate di calore che procurano un'altra ondata di morte. Krishna conosce quell'arma: l'unico modo per uscirne indenni consiste nel non opporvi resistenza, ma anzi nel renderle omaggio come fosse una divinità prostrandosi a terra. L'espediente funziona. Il narayana-astra, come altri tipi di armi divine, può essere usato una volta sola. La battaglia prosegue, anche quel giorno, fino al tramonto.

### Sedicesimo giorno
Durante la notte, i generali Kaurava si riuniscono nella tenda di Duryodhana per nominare un nuovo comandante. Sono unanimi nel ritenere che Asvatthaman sia il candidato più idoneo, ma questi declina l'offerta e propone che sia Karna, che odia i Pandava ben più di lui, ad ottenere il comando. Così, all'alba del nuovo giorno, è Karna che si muove alla testa delle truppe. In quella nuova battaglia, Karna affronta il Pandava Nakhula, lo vince, ma gli risparmia la vita. Duryodhana si cimenta intanto in un duello con Yudhistira, ma è costretto a retrocedere e la giornata finisce senza che nulla di saliente sia accaduto. Duryodhana si ritira pensoso nella sua tenda: ha visto con i suoi occhi Karna che sconfiggeva Nakhula privandolo del suo carro e delle armi, per poi concedergli grazia anziché finirlo. A tale proposito, Duryodhana ricorda che la stessa scena è già successa nei giorni passati, quando il suo amico aveva avuto alla propria mercé prima Bhima e poi Sahadeva, eppure non li aveva uccisi. Per quale ragione non l'aveva fatto? Per Duryodhana questo rappresenta un mistero, eppure non dubita della lealtà di Karna e si astiene dal recarsi da lui per chiedere spiegazioni sul suo comportamento. Anche Karna quella notte riflette, ripensa alla propria vita e si ritiene sfortunato. Karna ha appreso la verità sulle proprie origini solo poco prima che iniziasse la guerra. A rivelargliele è stata Kunti, la madre dei primi tre Pandava, confessandogli di essere anche la madre di lui: quand'era ancora nubile, era stata messa incinta dal dio del Sole ma non aveva avuto il coraggio di tenere il bambino. E durante quel colloquio con lei, dinanzi alla sua richiesta di perdono e alle suppliche sue e a quelle di Madri, Karna aveva promesso che di sua mano non avrebbe tolto loro tutti i figli, ma ne avrebbe ucciso uno solamente.

### Diciassettesimo giorno
All'alba, Karna dice a Duryodhana che quel giorno non ritornerà alle tende senza prima aver ucciso Arjuna. Tuttavia, poiché il potere di Arjuna sta in Krishna, che gli fa da auriga, Karna ha bisogno di un valido aiuto e chiede che a condurre il suo carro sia il re Shalya, re di Madra. Shalya accetta ma con delle personali riserve, perché Karna è creduto da tutti il figlio di un suta, un fuoricasta, di rango inferiore a quello dei guerrieri, e molti si sorprendono allorché sale insieme a lui per servirlo alla guida del carro. Se Shalya ha acconsentito è perché a suo tempo ha promesso a Yudhistira che nel giorno della sfida ultima avrebbe fatto di tutto per ostacolare Karna. E mentre si muovono incontro ai Pandava, Karna è colto da un funesto presentimento. La battaglia ha inizio: Karna affronta dapprima Bhima, ma ben presto si disimpegna per passare oltre e sfidare Yudhistira, lo ferisce e lo vince, ma gli risparmia la vita. A quel punto, Bhima - che ha assistito alla scena - si avventa su di lui e, invasato da una cieca furia, in pochi attimi gli distrugge il carro e lo abbatte al suolo. Karna perde conoscenza, Bhima sta per finirlo, ma Shalya interviene ricordandogli che Arjuna ha giurato di ucciderlo, per cui Bhima si ferma per non ledere l'onore del fratello e successivamente trova il modo di far esplodere la sua rabbia sui figli di Dhritarastra, abbattendone altri dieci. E ne arrivano altri, fra cui Dushasana, al quale Duryodhana ha dato l'incarico di guidare un drappello in aiuto di Karna. La fine di Dushasana è particolarmente atroce: Bhima gli strappa il braccio con cui questi aveva a suo tempo offeso Draupadi, con la spada gli svelle il cuore, ne beve il sangue, e mentre tutti quelli che gli stanno intorno lo guardano con orrore, si mette a danzare gridando il nome di Draupadi. Tra quelli che ha ucciso c'era Satyasena, uno dei figli di Karna. Ora Vrishasena, altro figlio di Karna, si lancia verso di lui, ma viene intercettato e colpito a morte da Arjuna. E Karna, nel frattempo ripresosi, e recuperato un secondo carro, si avvia con Shalya incontro ad Arjuna. Il duello tra i due ha inizio e non passa molto che comincino ad usare le loro armi divine. Karna scaglia una nagastra mirando al collo di Arjuna, ma Krishna salva il Pandava aumentando il peso del proprio corpo cosicché il carro su cui si trovano affonda nel fango e la nagastra colpisce la corona che Arjuna che porta sul capo. Poco dopo, è invece una delle ruote del carro di Karna ad impantanarsi, e alla mente di Karna si riaffaccia allora il ricordo di quando il suo maestro d'armi, ritenendosi da lui ingannato, lo aveva condannato: "Quando avrai maggior necessità delle armi che ti ho insegnato ad usare, cadrai nell'oblio più totale e non riuscirai a servirtene." Karna tenta di ricorrere al brahmastra, ma non riesce più a ricordare i mantra necessari. Scende dal carro e tenta invano di liberare le ruote. Arjuna si fa più vicino, con le sue frecce gli spezza le corde dell'arco e prende a invocare la rudrasta. Karna gli chiede di non colpirlo ora, mentre è disarmato. Ma Krishna gli ricorda che è stato proprio lui, Karna, uno dei primi a infrangere le regole aggredendo alle spalle il giovane Abhimanyu, il figlio di Arjuna, e quest'ultimo scocca la rudrasta che centra Karna al collo segnandone la tragica fine. Shalya è uno tra i primi a ritornare al campo Kaurava con il carro senza più guerriero. Scende il tramonto, la battaglia è finita. Duryodhana si sente in colpa per la morte di Karna e quella notte va a cercare Bhishma, che ancora giace sul suo letto di frecce attendendo il momento più adatto per espirare. Da lui, Duryodhana apprende la verità sulle origini di Karna, ma né questo né il fatto che il suo amico sia morto con onore possono essergli di consolazione.

### Diciottesimo giorno
Essendo ormai chiaro che i Kaurava finiranno sconfitti, il maestro d'armi Kripa chiede a Duryodhana di metter fine alla guerra, ma questi afferma di preferire morire combattendo. Ancora una volta, Asvatthaman viene proposto come comandante e ancora una volta declina, il re Shalya di Madra viene posto a capo delle loro truppe. Shalya opta per un attacco frontale con l'intento di giocare il tutto per tutto, mentre dalla parte opposta Dhrishtadyumna divide l'esercito in tre tronconi in modo da dar luogo ad un'offensiva sia di fronte che ai due lati. Durante lo scontro, Shalya cade per mano di Yudhistira. Duryodhana incita i suoi uomini a proseguire la lotta, ma dopo un intervento dei Pandava che produce un effetto simile ad un'esplosione, delle forze Kaurava non restano che quattro sopravvissuti: Kripa, Asvatthaman, Kritavarma, e lo stesso Duryodhana. E Duryodhana si allontana a cavallo, poi a piedi dopo che l'animale esausto ha ceduto sotto di lui, finché non raggiunge il lago Dvaipayana, nelle cui acque si immerge. Qui, i Pandava lo rintracciano e Yudhistira lo esorta ad uscire dal suo nascondiglio per affrontare uno di loro in duello mettendo in palio il regno (il che induce i suoi fratelli a guardarlo con stupore). Duryodhana decide di battersi con Bhima, che gli ha ucciso tutti e novantanove i fratelli, impiegando una mazza come arma. Per il duello, viene scelto un luogo chiamato Samanta-panchaka, poiché chi muore lì ottiene la liberazione. Davanti ad un nugolo di spettatori, i due si affrontano. Bhima realizza con stupore che Duryodhana è più abile di quanto pensasse, tanto che viene da lui messo in seria difficoltà. Il duello prosegue per ore, finché Krishna non dà un suggerimento ad Arjuna, il quale - rivolgendosi a Bhima - si batte una mano su di una coscia. Bhima capisce il messaggio: quando Duryodhana aveva offeso Draupadi, si era per l'appunto battuto una mano su di una coscia per invitarla a venire a letto con lui. La coscia e le parti basse del corpo sono quelle che nell'etica dei guerrieri è proibito colpire durante i duelli singoli, ma Bhima quella volta aveva promesso che gliel'avrebbe rotta. Così, la sua mazza si abbatte sul fianco di Duryodhana, che cade al suolo con le ossa spezzate. A quella vittoria sleale non fa seguito alcun atto di giubilo. Yudhistira chiede perdono al morente Duryodhana per l'azione commessa da Bhima. Duryodhana risponde con disprezzo: lui ora potrà accedere alle dimore celesti, mentre Bhima verrà ricordato per la sua scorrettezza. I Pandava e i loro alleati se ne vanno, lasciandolo solo.

### L'ultimo atto
Alcune ore dopo, il nobile Sanjaya di Hastinapura trova Duryodhana in terra, presso il lago, ancora in vita. Sanjaya è colui che, avendo ottenuto il dono divino di poter vedere attraverso gli occhi di Duryodhana, ha potuto tenere informato il re cieco, Dhritarastra, delle varie fasi della battaglia. Sanjaya porge a Duryodhana il suo ultimo saluto e porta la notizia ad Hastinapura. Anche alcuni cittadini vengono a rendere l'estremo omaggio a Duryodhana, poiché a parte la questione riguardante i Pandava, non hanno mai avuto modo di lamentarsi del suo governo. E vi arrivano anche i tre superstiti dei Kaurava: Asvatthaman, Kripa e Kritavarman. Asvatthaman è colmo di rabbia, vorrebbe sterminare quella stessa notte sia i Pandava che i Panchala e chiede a Duryodhana il permesso di vendicarlo. Con un sorriso, Duryodhana lo nomina nuovo comandante delle sue truppe. Seguito dagli altri due, Asvatthaman si dirige verso sud. I Pandava stanno festeggiando la vittoria sulla piana di Kurukshetra e si ode il suono delle conchiglie e dei tamburi. Scende la notte. Dopo un breve sonno, Asvatthaman sale sul suo carro e sfodera la sua spada, dono di Shiva; sempre seguito dagli altri due, raggiunge l'accampamento dei Pandava. La festa è finita e i guerrieri stanno dormendo. Asvatthaman entra senza difficoltà nella tenda di Dhristadyumna, colui che decapitò suo padre, lo coglie di sorpresa nel sonno e lo strangola con la corda dell'arco. I Panchala si svegliano e accorrono, ma Asvatthaman rivolge contro di loro la spada di Shiva e con quella compie una strage e appicca il fuoco alle tende. Tra le vittime, vi sono i cinque figli che Draupadi e anche Shikandi. Quelli che tentano di fuggire, trovano Kripa e Kritavarma ad aspettarli all'esterno, e in pochi minuti vengono uccisi anche loro. Al che, Asvatthaman e gli altri due ritornano da Duryodhana per informarlo di quanto fatto. Quando Duryodhana apprende che Asvatthaman non ha esitato a dare la morte anche ai figlioletti di Draupadi, però, ne deplora l'azione e infine muore. All'eccidio dei Panchala ha trovato scampo un auriga, che si affretta ad avvisare i Pandava. Su consiglio di Krishna, questi ultimi si erano sistemati nell'accampamento che era stato dei Kaurava, per cui Asvatthaman non ha potuto trovarli. Draupadi, si trova ora insieme ai Pandava, e con loro raggiunge le tende distrutte dalle fiamme in cui giacciono i corpi degli altri suoi cinque figli, e reclama vendetta. I Pandava si mettono alla ricerca dell'assassino. Asvatthaman si rifugia nell'ashram del saggio Vyasa, sulle rive del Gange. Vedendo arrivare Arjuna e Krishna, sentendosi perduto, invoca quindi il brahmastra. Arjuna risponde con la stessa arma. Stavolta però il saggio Vyasa interviene invitando i due a revocare quella forza distruttiva: Arjuna esegue, Asvatthaman invece perde il controllo del brahmastra e, non essendo capace di revocarlo, lo dirige a colpire il figlio di Uttara che porta in grembo. Ma quel figlio, concepito da lei con Abhimanyu, non morirà: sarà Krishna a salvarne l'embrione, gli verrà dato il nome di Parikshit e diverrà il degno erede. Quanto ad Asvatthaman, che una benedizione vuole abbia una vita lunghissima, viene privato dei suoi poteri brahmanici e da Krishna condannato a vagare da solo sulla terra, costretto a vedere quel bambino che avrebbe voluto far morire diventare un grande re. Prima che Asvatthaman se ne vada, tuttavia, Uttara lo perdona.

### Dopo la guerra
Il cieco re Dhritarastra esce da Hastinapura con la moglie Gandhari e con il suo seguito. Da quando Gandhari lo ha sposato, ha voluto portare una benda sugli occhi per condividerne la condizione, il che le ha permesso di acquisire dei poteri particolari. Krishna e i Pandava stanno venendo loro incontro. Gandhari è addolorata e colma di rabbia per la morte dei figli, ma non è con i Pandava che decide di sfogarsi: accusa Krishna di aver sempre voluto quella guerra e quindi lo condanna a veder morire in una lotta fratricida, di lì a trentasei anni, i componenti della dinastia Yadu, allo stesso modo in cui sono periti i Kaurava. Krishna la ringrazia e la informa che quella sua famiglia, i Vrishni, è destinata ad andare incontro a tale fine anche senza una maledizione. Quindi, una volta celebrate le esequie per i defunti, Yudhistira viene incoronato re di Hastinapura. Data la sua veneranda età, Dhritarastra potrà rimanervi insieme alla moglie e all'unico figlio superstite, Yuyutsu, godendo di un sussidio a vita. Pochi giorni dopo l'incoronazione di Yudhistira, si approssima il giorno del solstizio, il momento scelto da Bhishma per lasciare il proprio corpo. Bhishma è tuttora sdraiato sul suo letto di frecce nella piana di Kurukshetra. In molti vengono a rendergli omaggio. Dopo essersi intrattenuto in particolare con Yudhistira, al quale fornisce consigli di buon governo, Bhishma chiede a Krishna di mostrarglisi nella sua forma universale e alla fine abbandona il corpo e ritorna al cielo in un coro di mantra vedici.
Yudhistira regnerà su Hastinapura per trentasei anni, dando sempre prova di quel senso della giustizia che gli proviene dal divino padre Dharma. A lui succederà il nipote Parikshit e a questi subentrerà poi a sua volta il figlio Jamamejaya, al quale per esteso verranno narrate dal saggio Vyasadeva tutte le vicende descritte nel Mahābhārata.

## Storicità e datazione
Sebbene la guerra descritta nel Mahabharata abbia essenzialmente carattere mitologico, la sua storicità rimane oggetto di discussione accademica. La "battaglia dei dieci re", menzionata nel Rigveda, potrebbe aver costituito il fulcro della storia della guerra di Kurukshetra, poi notevolmente ampliata e modificata nel racconto del Mahabharata, il che contribuisce a rendere dubbia la storicità dell'episodio, almeno nei suoi dettagli.
Comunque, sono stati fatti tentativi per assegnare una data storica alla guerra di Kurukshetra, con la maggior parte delle ricerche che suggeriscono c. 1000 a.C. Alcuni dei personaggi presenti nel racconto hanno una base storica, tra cui i re Parikshit e Janamejaya del regno di Kuru, e Michael Witzel conclude perciò che l'ambientazione generale dell'epopea ha un precedente storico nel periodo vedico, dove il regno Kuru era il centro del potere politico, all'incirca tra il 1200 e l'800 a.C.. Altri studiosi propongono una data più recente: secondo l'indologo finlandese Asko Parpola, la guerra potrebbe aver avuto luogo durante la fase tarda della Cultura della ceramica grigia dipinta, tra il 750 e il 350 a.C. circa.
La tradizione popolare induista afferma tuttavia che la guerra segni il passaggio al Kali Yuga, sincronizzandola con la morte fisica di Krishna e datandola perciò al c. 3102 a.C.